# Nemorilla cruciata
Nemorilla cruciata là một loài ruồi trong họ Tachinidae.